# Magomed Paragulgow
Magomed Paragulgow (russisch Магомед Абукарович Парагульгов Magomed Abukarowitsch Paragulgow; * 26. März 1994 in Almaty, Kasachstan) ist ein kasachischer Fußballspieler, der seit 2020 bei Qaisar Qysylorda in der Premjer-Liga unter Vertrag steht.

## Karriere

### Verein
Paragulgow wechselte 2012 vom brasilianischen Olé Brasil FC zum FK Qairat Almaty. Dort spielte er zuerst in der zweiten Mannschaft. Im Juli 2017 wurde er an den Zweitligisten Spartak Semei ausgeliehen. Am 14. Spieltag der Saison 2015 kam er in der Begegnung mit Kaspij Aqtau zu seinem ersten Einsatz, als er in der 69. Minute eingewechselt wurde.
Nach der Sommerpause der Saison 2017 wurde er erstmals im Kader der ersten Mannschaft aufgestellt. Sein Premjer-Liga-Debüt gab Paragulgow am 20. August 2017 beim 3:1-Heimsieg gegen Schachtjor Qaraghandy. Sein erstes Tor für Almaty erzielte er beim 5:1-Sieg gegen Ordabassy Schymkent in der 67. Minute. In seiner Premierensaison stand er in insgesamt acht Spielen auf dem Platz, in denen er ein Tor erzielte.
Am 27. Februar 2019 wechselte er zum Ertis Pawlodar. 

### Nationalmannschaft
Paragulgow absolvierte drei Spiele der Qualifikation zur U-17-Fußball-Europameisterschaft 2011 für die kasachische U-17-Nationalmannschaft. Unter Trainer Stanimir Stoilow wurde er zum ersten Mal in den Kader der A-Nationalmannschaft berufen. Sein Debüt im Nationaltrikot gab er in einem Freundschaftsspiel gegen Ungarn am 23. März 2018, als er in der 73. Minute für Baqtijar Sainutdinow eingewechselt wurde.